# Такахаси, Хидэто
Хидэто Такахаси (яп. 高橋 秀人, род. 17 октября 1987, Исэсаки, Гумма) — японский футболист.

## Клубная карьера
На протяжении своей футбольной карьеры выступал за клубы «Токио», «Виссел Кобе», «Саган Тосу» и «Иокогама».

## Карьера в сборной
С 2012 по 2013 год сыграл за национальную сборную Японии 7 матчей. Также участвовал в Кубок конфедераций 2013.

### Статистика за сборную
| Сборная Японии | Сборная Японии | Сборная Японии |
| Год            | Матчи          | Голы           |
| -------------- | -------------- | -------------- |
| 2012           | 4              | 0              |
| 2013           | 3              | 0              |
| Итого          | 7              | 0              |

## Достижения
- Обладатель кубка Императора: 2011